# Enllaç C-B
Els compostos d'organobor (o compostos orgànics del bor) són compostos químics que contenen un enllaç químic entre carboni (C) i bor (B) (enllaç C-B). Normalment són derivats orgànics del borà (BH3), per exemple els trialquil borans.
La química de l'organobor és la ciència corresponent que explora les propietats, l'estructura i la reactivitat d'aquests compostos.
Els compostos d'organobor són reactius importants en química orgànica que permeten moltes transformacions químiques, la més important anomenada hidroboració. Les reaccions d'organoborats i borans impliquen la transferència d'un grup nucleòfil unit al bor a un centre electròfil, ja sigui inter o intramolecularment. Els borats α,β-insaturats, així com els borats amb un grup sortint a la posició α, són molt susceptibles a la migració intramolecular 1,2 d'un grup del bor a la posició α electròfila. L'oxidació o la protonòlisi dels organoborans resultants poden generar una varietat de productes orgànics, inclosos alcohols, compostos carbonílics, alquens i halurs.

## Propietats de l'enllaç C-B
L'enllaç C-B té una polaritat baixa (la diferència d'electronegativitat 2,55 per al carboni i 2,04 per al bor) i, per tant, els compostos d'alquilbor són en general estables encara que s'oxiden fàcilment.
En part a causa de la seva menor electronegativitat, el bor sovint forma compostos deficients en electrons, com els triorganoborans. Els grups vinil i els grups arils donen electrons i fan que el bor sigui menys electròfil i l'enllaç C-B adquireix un caràcter de doble enllaç. Igual que el borà progenitor, el diborà, els organoborans es classifiquen en química orgànica com a electròfils forts perquè el bor no és capaç d'obtenir un octet complet d'electrons. Però a diferència del diborà, la majoria dels organoborans no formen dímers.

## Síntesi

### De reactius de Grignard
Els organoborans simples com el trietilbor o el tris(pentafluorofenil)bor es poden preparar a partir del trifluorur de bor (com a complex èter) i el reactiu de Grignard etil o pentafluorofenil. Els borats (R4B−) es generen mitjançant l'addició de R−-equivalents (RMgX, RLi, etc.) a R3B.
Els àcids borònics RB(OH)2 reaccionen amb el bifluorur de potassi K[HF2] per formar sals de trifluoroborat K[RBF3], precursors dels difluorurs nucleòfils d'alquil i arilbor, ArBF2:

El bromur d'al·lilmagnesi reacciona amb el borat de trimetil en THF a -78 °C a al·lilborat de dimetil. L'èster borònic s'hidrolitza en àcid clorhídric fins al trifluoroborat. A continuació, el trifluoroborat s'afegeix al p-nitrobenzaldehid en diclorometà amb trifluorur de dietil-eteril bor

### D'alquens
Els alquens s'insereixen als enllaços B-H dels borans en un procés anomenat hidroboració. El procés implica l'anti-addició Markóvnikov. La hidroboració d'alquens o alquins amb borà (BH3) o equivalents de borà condueix a la conversió només del 33% de l'olefina inicial en producte després de l'oxidació o protonòlisi: l'olefina restant s'incorpora als subproductes que contenen bor. Un reactiu d'organobor que s'utilitza sovint en la síntesi és el 9-BBN. Les hidroboracions tenen lloc estereoespecíficament en un mode syn, és a dir, a la mateixa cara de l'alquè. En aquesta reacció concertada, l'estat de transició es representa com un quadrat amb les cantonades ocupades per carboni, carboni, hidrogen i bor amb la màxima superposició entre els dos orbitals p de l'olefina i l'orbital buit del bor

### Per borilació
Les reaccions de borilació C-H catalitzades per metalls són reaccions orgàniques catalitzades per metalls de transició que produeixen un compost organobor mitjançant la funcionalització d'enllaços C-H alifàtics i aromàtics. Un reactiu comú en aquest tipus de reaccions és el bis(pinacolat)dibor.

## Classes de compostos d'organobor

### Organoborans i hidrurs
Entre les classes de compostos d'organobor més estudiades hi ha la fórmula BRnH3−n. Com s'ha comentat anteriorment, aquests compostos s'utilitzen com a catalitzadors, reactius i intermedis sintètics. Els derivats de trialquil i triaril presenten un centre de bor trigonal pla que normalment només és feblement àcid de Lewis. Llevat d'alguns derivats molt voluminosos, els hidrurs (BRnH3−n per n = 1 0 2) existeixen com a dímers, que recorden l'estructura del mateix diborà. Derivats trisubstituïts, per exemple el trietilbor, són monòmers.

Estructura d'un rar hidrur de bor monomèric, R = i-Pr.[8]

### Borínics, i àcids i èsters borònics (BRn(OR)3-n)
Els compostos del tipus BRn(OR)3-n s'anomenen èsters borínics (n = 2), èsters borònics (n = 1) i borats (n = 0). Els àcids borònics s'utilitzen en la reacció de Suzuki. El borat de trimetil, que no és discutiblement un compost d'organobor, és un intermedi en la producció de borohidrur de sodi.

### Clústers de bor
El bor és conegut per formar compostos clúster, per exemple el dodecaborat [B12H12]2-. Es coneixen molts derivats orgànics per a aquests clústers. Un exemple és [B12(CH3)12]2- i la seva derivada radical [B12(CH3)12]−. Els compostos de clúster relacionats amb vèrtexs de carboni s'anomenen carborans. El més conegut és l'ortocarborà, amb la fórmula C2B10H12. Tot i que tenen poques aplicacions comercials, els carborans han cridat molt l'atenció perquè són estructuralment inusuals. Els derivats aniònics, els dicarbol·lids, per exemple, [C2B9H11]2− són lligands que es comporten com el ciclopentadienil.

### Compostos aromàtics substituïts amb borà
En el borabenzè, un centre CH del benzè és substituït pel bor. Aquests compostos s'aïllen invariablement com a adductes, per exemple, C5H5B-piridina. El compost cíclic borole, un anàleg estructural del pirrole, no s'ha aïllat, però es coneixen derivats substituïts coneguts com a boroles. El compost cíclic borepine és aromàtic.

### Complex boril
Els anions boril tenen la fórmula R2B−. Els compostos de boril aniònics nucleòfils han estat difícils de fer durant molt de temps, però un estudi de 2006 va descriure un compost de boril·liti, que reacciona com a nucleòfil; els compostos organometàl·lics amb enllaços metall-bor, (és a dir, M-BR2), es coneixen com a complexos boril. Els lligands relacionats són els borilens (M–B(R)–M).

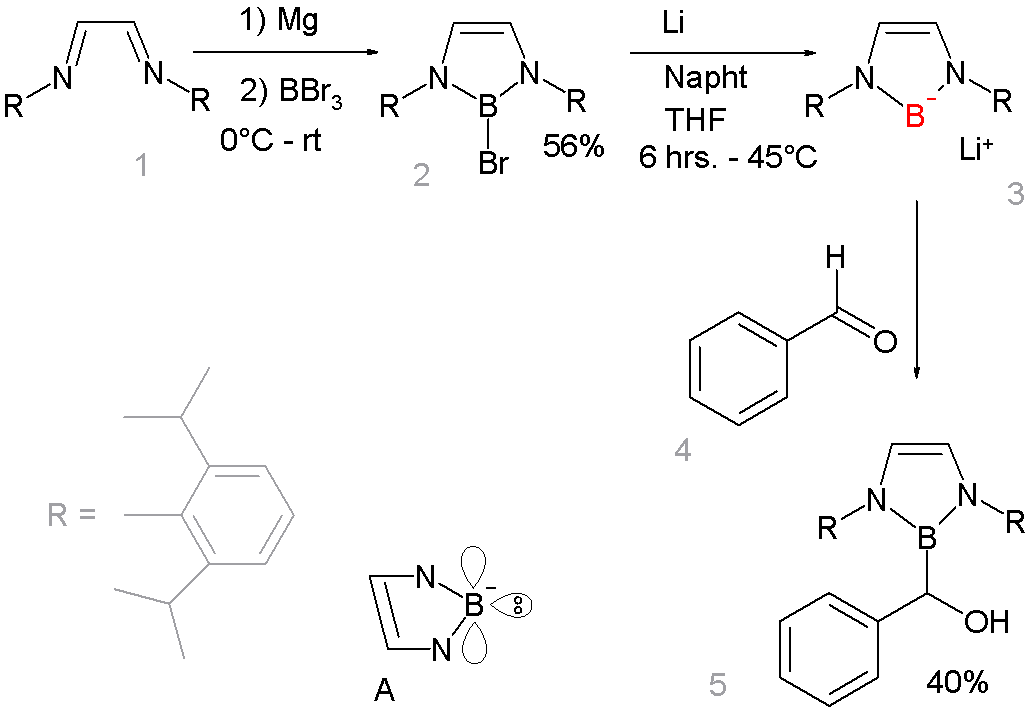
Boril·liti

L'absència de compostos de boril de liti és notable perquè en un altre element del període 2 són habituals les sals de liti (per exemple, fluorur de liti, hidròxid de liti, amida de liti i metil·liti. La bretxa destaca la molt baixa electronegativitat del bor. La reacció de la base amb un borohidrur R2BH no dóna lloc a la desprotonació a l'anió boril R2B− sinó a la formació de l'anió boril R2B−H(base)+. Aquest producte de reacció té un octet complet. En lloc d'això, el compost boril es prepara per heteròlisi reductiva d'un enllaç bor-bromur mitjançant liti metàl·lic. El nou compost de boril de liti és molt similar i isoelectrònic amb carbens N-heterocíclics. Està dissenyat per beneficiar-se de l'estabilització aromàtica (sistema de 6 electrons que compta els parells solitaris de nitrogen i un orbital p de bor buit, vegeu l'estructura A de la imatge superior) i de l'estabilització cinètica dels voluminosos grups 2,6-diisopropilfenil. La difracció de raigs X confirma la hibridació sp2 al bor i la seva reacció d'addició nucleòfila amb benzaldehid proporciona una prova més de l'estructura proposada.

### Alquilidenoborans
Rarament es troben alquilidenoborans del tipus RB=CRR amb un doble enllaç bor-carboni. Un exemple és el borabenzè. El compost original és HB=CH2 que es pot detectar a baixes temperatures. Un derivat bastant estable és CH3B=C(SiMe3)2 però és propens a la ciclodimerització.

### Aductes NHC de bor
Els carbens n-Heterocíclics i els borans formen aductes estables de borà NHC.
Els aductes de trietilborà es poden sintetitzar directament a partir de la sal d'imidazole i el trietilborohidrur de liti. Els membres d'aquesta classe de compostos s'investiguen per utilitzar-los com a reactius o catalitzadors.

### Diborens
Els compostos químics amb dobles enllaços bor a bor (B=B) són rars. El 2007 el primer diborè neutre (RHB=BHR) va ser presentat per Gregory Robinson de la Universitat de Geòrgia.

Cada àtom de bor té un protó unit, i cada àtom de bor està coordinat amb un carbè NHC. L'estructura principal amb els lligands carbè addicionals és el diborà(2).

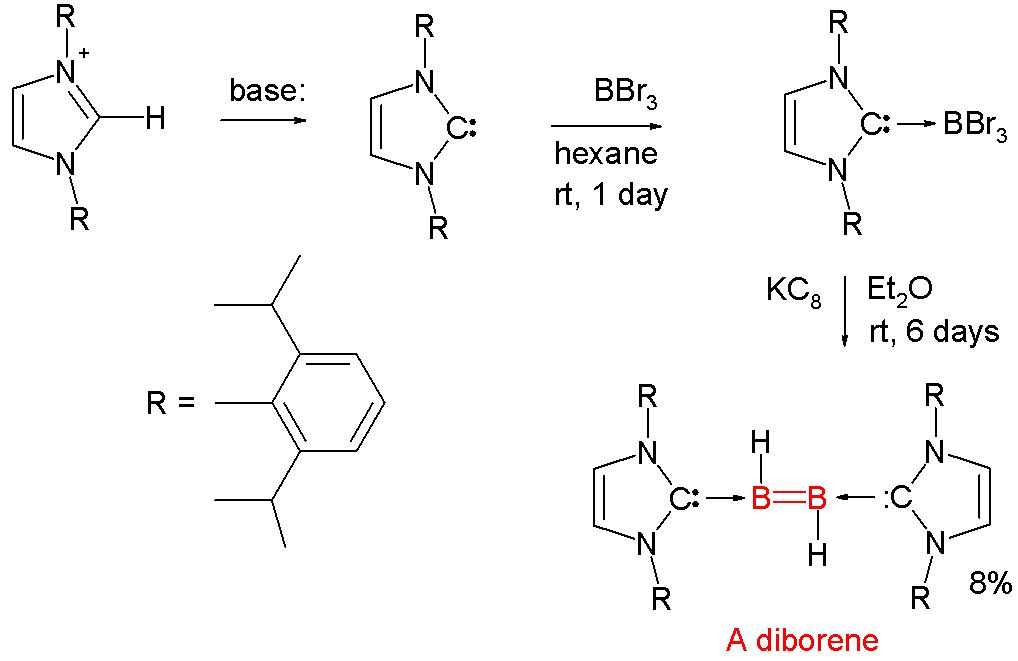
Síntesi de diborè (Wang 2007)

Un diborà informat es basa en una química similar.

## Reaccions
Els organoborans (R3B) i els borats (R4B−, generats mitjançant l'addició de R− a R3B) posseeixen enllaços bor-carboni que estan polaritzats cap al carboni. Així, el carboni unit al bor és nucleòfil, i en els borats aquesta propietat es pot aprofitar per transferir un dels grups R a un centre electròfil, ja sigui inter- o (més sovint) intramolecularment. En aquest últim cas, el grup R nucleòfil és capaç de patir una transposició 1,2 cap a un carboni electròfil unit al bor. El borà reorganitzat resultant es pot oxidar o sotmetre a protonòlisi per obtenir productes orgànics. A continuació es mostren exemples tractats en aquest article:

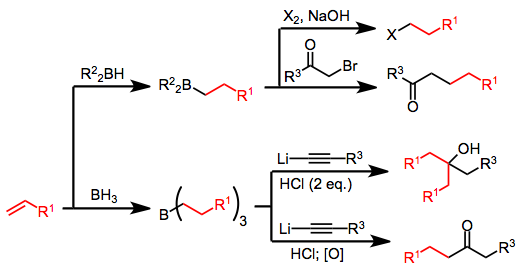

La hidroboració d'alquens o alquins és un mètode eficient per a la generació de borans; tanmateix, l'ús de borà (BH3) o equivalents de borà condueix a la conversió de només el 33% de l'olefina inicial en producte després de l'oxidació o protonòlisi: l'olefina restant s'incorpora als subproductes que contenen bor. L'ús d'una quantitat estequiomètrica de 9-borabiciclo[3.3.1]nonà (9-BBN) com a reactiu d'hidroboració proporciona una solució a aquest problema.

### Hidroboració-oxidació
En la síntesi orgànica la reacció d'hidroboració es porta més enllà per generar altres grups funcionals en lloc del grup bor. La reacció d'hidroboració-oxidació ofereix una ruta als alcohols per oxidació del borà amb peròxid d'hidrogen o al grup carbonil amb l'òxid de crom de l'agent oxidant més fort.

### Transposicions
Es troba que el monòxid de carboni reacciona amb els trialquilborans. El que segueix és una transposició 1,2 mitjançant el qual un substituent alquil migra del bor al carboni del grup carbonil. Els alcohols primaris homologats resulten del tractament dels organoborans amb monòxid de carboni i un hidrur.

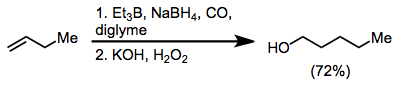

### Al·lilboració
L'al·lilboració asimètrica demostra una altra aplicació útil dels organoborans en la formació d'enllaços carboni-carboni. En aquest exemple de la síntesi de Nicolaou de les epotilones, s'utilitza l'al·lilboració asimètrica (utilitzant un al·lilborà derivat de l'α-pinè quiral) juntament amb la protecció de TBS i l'ozonòlisi. En general, això proporciona una seqüència d'homologació de dos carbonis que ofereix la seqüència d'acetogenina necessària.

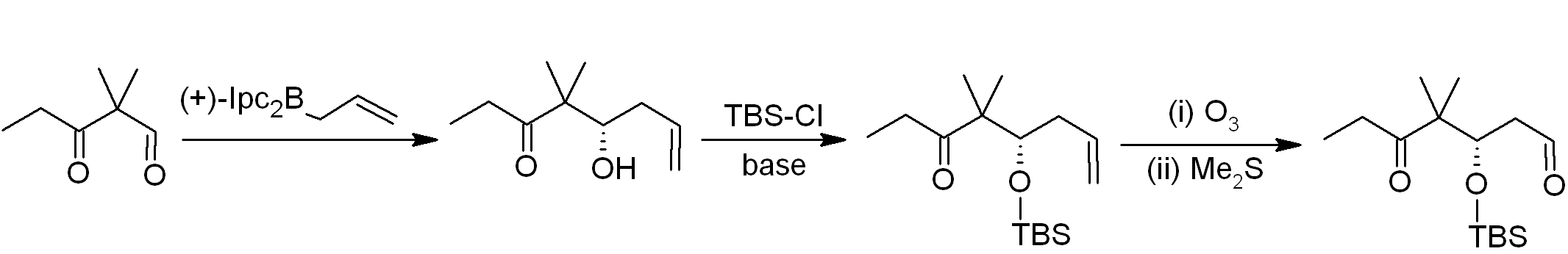

### Com a agent reductor
Els hidrurs de borà com el 9-BBN i el L-selectride (tri-sec-butilborohidrur de liti) són agents reductors. Un exemple de catalitzador asimètric per a reduccions de carbonil és el catalitzador CBS. Aquest catalitzador també es basa en bor, el propòsit del qual és la coordinació amb l'àtom d'oxigen del carbonil.

### Borats
Els trialquilborans, BR3, es poden oxidar als borats corresponents, B(OR)3. Un mètode per determinar la quantitat d'enllaços C-B en un compost és mitjançant l'oxidació de R3B amb òxid de trimetilamina (Me3NO) a B(OR)3. A continuació, es pot valorar la trimetilamina (Me3N) formada.
Els àcids borònics RB(OH)2 reaccionen amb el bifluorur de potassi K[HF2] per formar sals de trifluoroborat K[RBF3] que són precursores dels difluorurs d'alquil i aril bor nucleòfils, ArBF2. Les sals són més estables que els propis àcids borònics i s'utilitzen, per exemple, en l'alquilació de certs aldehids:

Alquil trifluoroborats (Batey 2002)

### Reacció de Suzuki i reaccions relacionades
Els compostos d'organobor també es presten a reaccions de transmetal·lació, especialment amb compostos d'organopal·ladi. Aquest tipus de reacció s'exemplifica en la reacció de Suzuki, que implica l'acoblament d'àcid aril o vinilborònic amb un halogenur d'aril o vinil catalitzat per un complex de pal·ladi (0),
{\displaystyle {\begin{matrix}{}\\{\ce {{R1-BY2}+R2-X->[{\underset {\text{catalisi}}{\text{Pd}}}][{\text{Base}}]R1-R2}}\\{}\end{matrix}}} (Equació 1)
Aquesta reacció és un mètode important per fer enllaços carboni-carboni.

## Mecanismes i estequiometria
Els borans sols generalment no són prou nucleòfils per transferir un grup alquil a un centre electròfil. Tanmateix, després de l'atac nucleòfil, el borat resultant és altament nucleòfil. Si el nucleòfil conté una funcionalitat insaturada o un grup sortint a la posició α, un dels grups R units al bor és capaç de migrar al carboni α electròfil (vegeu l'equació (2) a continuació). La propensió d'un grup orgànic a migrar depèn de la seva capacitat per estabilitzar la càrrega negativa: alquinil > aril ≈ alquenil > alquil primari > alquil secundari > alquil terciari. La migració té lloc amb la retenció de la configuració al carboni migrador i la inversió de la configuració a l'extrem de migració (sempre que estigui hibridat amb sp3). El bis(norbornil)borà i el 9-BBN s'utilitzen sovint com a reactius d'hidroboració «fictícies» per aquest motiu: només el grup R derivat de l'olefina hidroborada és probable que migri després de l'activació nucleòfila.

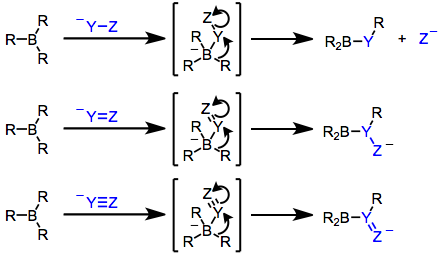

Els enolats α-halo s'utilitzen habitualment com a nucleòfils en aquest context. Després de l'atac nucleòfil al bor, el cetoboronat resultant es reordena a un enolborà neutre. Després de la protonòlisi, resulta un compost carbonílic funcionalitzat. Els enolborans intermedis també es poden extingir amb electròfils.

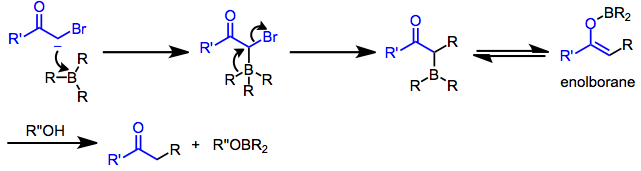

Els alquinilboronats són intermedis versàtils que es poden convertir en cetones o olefines després de la migració simultània i l'atac de l'alquí a un electròfil separat. El grup electròfil i migrador acaben trans en l'alquenilborà resultant. La protonòlisi d'aquest intermedi genera olefines, mentre que l'oxidació condueix a cetones després de la tautomerització.

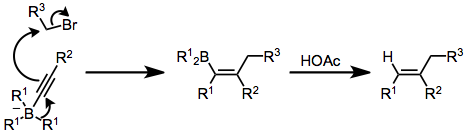

## Abast i limitacions de les reaccions
L'abast dels organoborans i borats com a reactius per a la síntesi orgànica és extremadament ampli. Les reaccions dels compostos d'organobor poden produir alcohols, compostos carbonílics, halogenurs, peròxids, amines i altres funcionalitats depenent d'altres materials de partida emprats i de les condicions de reacció. Aquesta secció cobreix un petit subconjunt d'aquests mètodes, centrat en la síntesi d'alcohols, compostos carbonílics i halogenurs.
La síntesi d'alcohol a partir d'organoborans i borats es basa en la transferència de grups nucleòfils a un grup carbonil o en l'oxidació d'un organoborà intermedi. Els alcohols primaris homologats resulten del tractament dels organoborans amb monòxid de carboni i un hidrur.

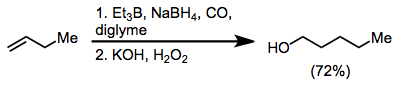

Els alcohols terciaris amb dos grups idèntics units al carboni de l'alcohol es poden sintetitzar mitjançant una reacció de doble migració d'alquinilborats en presència d'àcid. L'ús d'un únic equivalent d'àcid i l'oxidació o protonòlisi condueix a cetones o olefines, respectivament (vegeu la secció Mecanisme i estereoquímica anterior).

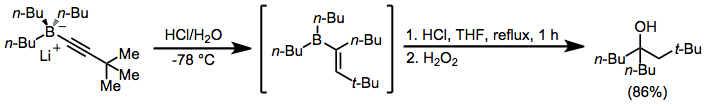

L'acilació dels borats és possible en presència d'un halogenur d'acil. Aquí, el borat es va generar a partir de tri(ciclopentil)borà i fenil·liti; els tres grups ciclopentils serveixen com a grups «maniquís» i no migren a una quantitat significativa.

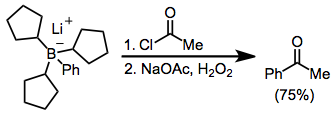

El tractament de trialquilborans amb enolats α-halo condueix a cetones funcionalitzades. Com que la migració és estereoespecífica (retentiva pel que fa al grup migrador i inversiva al carboni α), aquest mètode proporciona un mitjà per a la síntesi d'enantiopures α-alquil o -aril cetones.

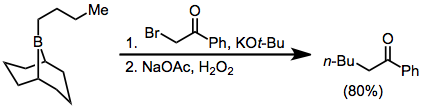

Els enolats α-halo èster també s'afegeixen als borans per, finalment, oferir productes α-funcionalitzats; tanmateix, els rendiments són lleugerament inferiors. Els diazoèsters i les diazocetones també es poden utilitzar en aquest context sense el requisit de base externa. Els enolats α,α'-dialo reaccionen amb els borans per formar compostos carbonílics α-halo que es poden funcionalitzar encara més a la posició α.

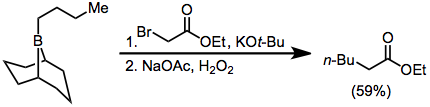

Els halogenurs es poden sintetitzar a partir d'organoborans mitjançant l'activació amb hidròxid o alcòxid i tractament amb X2. Dos dels tres grups alquil units al borà es poden convertir en halogenur en presència d'excés de base, però l'ús de disiamilborà com a reactiu d'hidroborà permet l'halogenació selectiva només de l'olefina hidroborada.

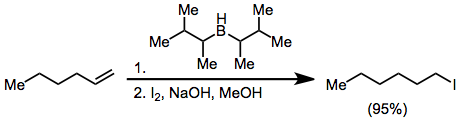

El tractament d'un alquenilborà amb iode o brom condueix a la migració d'un dels grups orgànics units al bor. Els grups alquinil migren selectivament, formant enins després del tractament amb acetat de sodi i peròxid d'hidrogen.

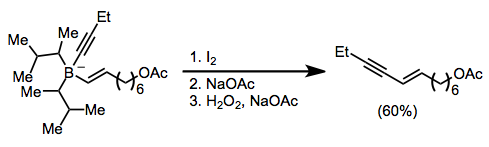

## Altres usos
El trietilborà (TEB) es va utilitzar per encendre el combustible JP-7 dels motors de cicle variable Pratt & Whitney J58 que alimentaven el Lockheed SR-71 Blackbird.
La química dels organobors té principalment un valor comercial a la indústria farmacèutica. Els compostos d'organobor s'han discutit durant molt de temps per utilitzar-los com a agents de lliurament de bor en la teràpia de captura de neutrons contra el càncer.